# Рождественские каникулы (фильм, 1989)
«Рождественские каникулы» (англ. National Lampoon’s Christmas Vacation) — американская рождественская комедия 1989 года по сценарию Джона Хьюза. Режиссёрский дебют Джеримайи Чечика. Продолжение фильмов «Каникулы» (1983) и «Европейские каникулы» (1985).

## Сюжет
Семья Гризволдов готовится к Рождеству. Кларк с семейством отправляется в лес в поисках настоящей ёлки для праздника. Это Рождество Кларк планирует провести в старомодном семейном стиле и приглашает на праздник своих родителей и родителей жены. Однако наличие под одной крышей множества ворчливых стариков, создаёт некоторое неудобство Гризволдам, но Кларк, тем не менее, продолжает сохранять позитивный настрой. Он намеревается сделать свой дом самым красивым в этот праздник и не без проблем украшает его 25 000 лампочек. В момент, когда всё семейство любуется иллюминацией, Гризволды обнаруживают у себя новых гостей. Без приглашения к ним приезжает кузен Эдди с женой, детьми и собакой. По словам Эдди они хотели устроить сюрприз, поэтому не стали сообщать ничего заранее. Семья Эдди очень бедная. Сам Эдди много лет нигде не работает, а последнее время ему и его семье приходится жить в доме на колёсах, поскольку ферму они были вынуждены продать. Кларк вызывается купить подарки для его детей.
Ситуация начинает выходить из-под контроля во время рождественского ужина. Происходит множество мелких неприятностей, которые выбивают Кларка из колеи. Он окончательно теряет самообладание, когда в дом приходит посыльный с письмом с работы. Кларк всегда получал на Рождество премию и деньги этого года он планировал потратить на строительство бассейна. Однако выясняется, что никакой рождественской премии в этом году не будет. Кузен Эдди отправляется в особняк начальника Кларка Фрэнка Ширли и похищает того, чтобы Кларк мог высказать все свои претензии ему лично. Фрэнк Ширли признаёт свою ошибку, что нельзя обижать своих подчинённых и возвращает рождественскую премию. Одновременно он сообщает прибывшей полиции, что не собирается выдвигать никаких обвинений против Гризволдов за своё похищение.
Параллельно рождественские приключения Гризволдов невольно отражаются на их соседях-снобах, которые не собирались отмечать праздник.

## В ролях
- Чеви Чейз — Кларк Гризволд
- Беверли Д’Анджело — Эллен Гризволд
- Джульетт Льюис — Одри Гризволд
- Джонни Галэки — Расти Гризволд
- Джон Рэндольф — Кларк старший, отец Кларка
- Дайан Ладд — Нора, мама Кларка
- Э. Г. Маршалл — Арт, отец Эллен
- Дорис Робертс — Фрэнсис, мама Эллен
- Рэнди Куэйд — Эдди, кузен Эллен
- Мириам Флинн — Кэтрин, жена Эдди
- Уильям Хикки — Льюис, дядя Кларка
- Мэй Куэстел — Бетани, тётя Кларка
- Сэм Макмюррей — Билл, коллега Кларка
- Николас Гест — Тодд Честер, сосед
- Джулия Луи-Дрейфус — Марго Честер, соседка
- Брайан Дойл-Мюррей — Фрэнк Ширли, начальник Кларка
- Николетт Скорсезе — продавщица в отделе нижнего белья

## Производство
Фильм основан на рассказе Джона Хьюза «Рождество '59» (англ. Christmas '59), напечатанном в декабрьском номере юмористического журнала National Lampoon в 1980 году. Первоначально планировалось, что фильм «Рождественские каникулы» будет снимать Крис Коламбус, который хотел поставить рождественский фильм, но на съёмочной площадке у него начался конфликт с Чеви Чейзом. Новым режиссёром был назначен Джеримайя Чечик, для которого этот фильм стал дебютом в художественном кино. Ранее Чечик снимал рекламные ролики. Коламбусу же Джон Хьюз отправил сценарий фильма «Один дома».
В «Рождественских каникулах» вернулся кузен Эдди, который полюбился зрителям после первого фильма. Позже о нём будет выпущен отдельный фильм «Рождественские каникулы 2: Приключения кузена Эдди на необитаемом острове» (2003), также на рождественскую тематику.

## Приём
Фильм дебютировал в американском прокате на 2 месте, собрав $11 750 203 в первые выходные и уступая лишь фильму «Назад в будущее 2». На третьей неделе фильм стал лидером американского проката, продержавшись на первой строчке ещё неделю. В конечном счёте общие сборы фильма от проката в США составили $71 319 546.
На сайте Rotten Tomatoes рейтинг «свежести» фильма 65 % на основе 37 рецензии. На сайте Metacritic у фильма 49 баллов из 100 на основе мнения 18 критиков. Хотя во время своего выхода фильм имел смешанные отзывы, со временем был признан рождественской классикой.